# Odontomyia blastulaefrons
Odontomyia blastulaefrons är en tvåvingeart som först beskrevs av Lindner 1939.  Odontomyia blastulaefrons ingår i släktet Odontomyia och familjen vapenflugor.
Artens utbredningsområde är Uganda. Inga underarter finns listade i Catalogue of Life.